# Titularbistum Saia Maior
Saia Maior (ital.: Saia Maggiore) ist ein Titularbistum der römisch-katholischen Kirche.
Es geht zurück auf einen untergegangenen Bischofssitz in der gleichnamigen antiken Stadt, die in der römischen Provinz Africa proconsularis (heute nördliches Tunesien) lag. Der Bischofssitz war der Kirchenprovinz Karthago zugeordnet.
| Titularbischöfe von Saia Maior |                                     |                                                    |                   |                   |
| Nr.                            | Name                                | Amt                                                | von               | bis               |
| 1                              | Juan Conway McNabb OSA              | Prälat von Chulucanas (Peru)                       | 8. April 1967     | 27. Dezember 1977 |
| 2                              | George To Bata                      | Weihbischof in Rabaul (Papua-Neuguinea)            | 27. April 1978    | 28. Juni 1991     |
| 3                              | William Francis Murphy              | Weihbischof in Boston (USA)                        | 21. November 1995 | 26. Juni 2001     |
| 4                              | Bonifacio Antonio Reimann Panic OFM | Apostolischer Vikar von Ñuflo de Chávez (Bolivien) | 31. Oktober 2001  |                   |